# Uniseries
Uniseries fue un canal de televisión por suscripción con sede en Argentina, especializado en series clásicas y de culto, enfocado en dos segmentos de público: hombres y mujeres de 20 a 34 años y de 35 a 50 años. El canal emitió hasta el 1 de marzo de 2003, fecha en que fue reemplazado por Retro.

## Historia

### Inicios
El canal se fundó en 1994 bajo el nombre Universo Series, creado por Imagen Satelital del empresario argentino Alberto González. El área de distribución del canal, que tenía gran alcance en el Cono Sur, abarcaba Argentina, Uruguay, Paraguay, Bolivia y Chile.
En una primera etapa, intentó distinguirse de su competencia primaria por la diversidad de su programación que incluía series de origen norteamericano y europeo. La programación incluía series clásicas y estrenos, aunque estos últimos en una proporción infinitamente menor. Predominaban las series de ciencia ficción, terror y suspenso, estructuradas en ciclos temáticos. El eslogan de la señal era «Un canal fuera de serie».
En 1997, el canal pasó a formar parte del portafolio de canales de Cisneros Television Group (que luego pasaría a llamarse Claxson Interactive Group al fusionarse con Ibero American Media Partners y el portal El Sitio) debido a la compra de Imagen Satelital por parte de esta.

### Relanzamiento
Con la llegada de los canales de los estudios de algunos programas importantes de la señal, el canal fue reposicionado y la programación se enfoca en los fanáticos de las series perdidas, de culto y en los nostálgicos de las clásicas, cambiando su nombre en septiembre de 1998 a Uniseries.
En marzo de 2000, se lanzó una nueva imagen caracterizada por un concepto de nostalgia, enmarcada en un diseño retromoderno, utilizando juguetes de las décadas del 60 y 70 y filmaciones caseras en formato súper ocho, realizada por el equipo in house en colaboración con el estudio Medialuna Diseño.
En septiembre de 2001, Uniseries estrenó dos producciones originales: Unimatic Trivia Show y El retrovisor. El primero era un programa de media hora de duración conducido por Daniela Fernández y se emitía en vivo todos los lunes. Los televidentes podían participar desde el estudio y a través del teléfono respondiendo una serie de preguntas relacionadas con las distintas series que se emitían en la señal y adivinar los temas musicales de los programas que eran interpretados en vivo por TV Lounge, la banda musical del programa. Los ganadores de cada día participaban en una final mensual por un viaje para dos personas a Los Ángeles. Por su parte, El retrovisor era conducido por el periodista y crítico de cine Guillermo Hernández, se emitía los miércoles con información y entrevistas que ahondaban en los aspectos más interesantes de los diferentes programas.
El canal mantenía una estrecha relación con el público apelando a la nostalgia mediante la realización de concursos y eventos, brindando la posibilidad de revivir «los años felices». El 12 y 13 de julio de 2001, Uniseries junto al cableoperador Telecentro, presentaron «Retrofestival», en el que hicieron presencia las bandas Virus y Los Twist, dos grupos de rock argentinos muy importantes de la década de los 80. A partir de abril de 2002, se realizó el concurso «El sueño del pibe», que tuvo varias ediciones a lo largo del año y dio la posibilidad de reunir a los televidentes con personajes icónicos de su infancia, como Carozo y Narizota o la de ganar un juego pinball de Star Trek.
En junio de 2002, Uniseries incluye un espacio para el cine con el estreno del ciclo Matiné Uniseries, un espacio dedicado a los clásicos cinematográficos de todos los tiempos, que revivía el «cine continuado». En julio del mismo año, se le une Vade Retro, enfocado a los amantes del cine de terror, fantasía, la ciencia ficción y el cine de culto clase B. El bloque abarcaba a los pioneros del género de los años 30 y a directores independientes.

### Retro
En 2003, Claxson impulsó un nuevo cambio: el canal pasaría a llamarse Retro a partir del 3 de marzo, ampliando su distribución al resto de América Latina y enfocando su programación de lleno a películas y series clásicas.

## Programación

### Bloques y segmentos
El canal emitía títulos clásicos y microbloques enteros con curiosidades del género:
- A la hora señalada: Espacio dedicado a los westerns.

- Blanco y negro: Una antología de comedias, entre las que figuraban Los locos Addams, Mister Ed y Abbott y Costello.

- Capítulo cero: Se presentaban los episodios pilotos de cada serie.

- Capítulos finales: Eran presentando los episodios finales de las series.

- El eslabón perdido: Se exhibían algunas joyas codiciadas por fanáticos y coleccionistas, como el viaje de Maxwell Smart a la Argentina, el casamiento de Mork y Mindy, el rescate de Gilligan o su encuentro con Alf, el día en que el Tío Cosa habló normal, entre otros.

- Interseries: Un ciclo de microprogramas especiales que develaban datos curiosos sobre el mundo de las series, anécdotas, comentarios, etc.

- Invitados fuera de serie: Rescataban actuaciones inadvertidas, las participaciones especiales de grandes figuras del cine y la televisión en conocidas series.

- Matiné Uniseries: Un espacio cinematográfico para los mejores títulos de todos los géneros, clásicos obligatorios y para volver a ver.

- Retrospectiva: Una revisión de géneros, temas, actores y estilos que marcaron hitos en la historia del cine.

- Trasnoche de culto:  Se emitía todos los días a medianoche, series de culto que se convirtieron en clásicos.

- Vade Retro: Era un ciclo para los amantes del cine de terror, fantasía y ciencia ficción, un recorrido por la historia de los clásicos del género y los films de culto, donde los realizadores encontraron en el cine clase B la libertad creativa que estaba ausente en las grandes producciones.

### Series
Entre la larga lista de series que Universo Series y posteriormente Uniseries emitió se encuentran:
- Abbott y Costello
- Al calor de la noche
- Alf
- Alice
- A Year in the Life
- Baretta
- Ben Casey
- Blanco y Negro
- Bonanza
- Brigada A
- Brigada Central
- Bronco
- Cannon
- Caravana
- Cheers
- CHiPs
- Class of '96
- Columbo
- Combate
- Cosmos 1999
- Counterstrike
- Daktari
- Dame un espacio
- Danger Man
- Departamento S
- Diagnóstico de Muerte
- Doctor Who (1963)
- Dos Tipos Audaces
- El agente de CIPOL
- El Auto Fantástico
- El Aventurero
- El Capitán Escarlata
- El caminante
- El Centinela
- El Crucero del Amor
- El F.B.I.
- El Gran Chaparral
- El Fugitivo
- El hijo de la isla
- El Hombre del Maletín
- El Hombre Nuclear
- El Hombre del Rifle
- El Llanero Solitario
- El Marshal
- ¡Emergencia!
- E.N.G.
- El Prisionero
- El Santo
- El Super Agente 86
- Fama
- Flash Gordon
- Flipper
- Fortunata y Jacinta
- Gatos en el tejado
- Hechizada
- Historia del Crimen
- Invasión V
- JAG: Justicia Militar
- Jake y el Gordo
- Jason King
- Jim West
- Kojak
- Kung-fu
- La familia Buckle y sus amigos
- La familia de Mama
- La Familia Ingalls
- The Twilight Zone
- La Guerra de los Mundos
- La isla de Gilligan
- La Ley del Revólver
- La Mujer Biónica
- La Mujer Maravilla
- Las aventuras del Corcel Negro
- Las aventuras de Rin tin tin
- Las calles de San Francisco
- Ladrón sin destino
- Lassie
- Laverne & Shirley
- Lazos familiares
- Leyenda
- Lobo del aire
- Los ángeles de Charlie
- Los dos mosqueteros
- Los gozos y las sombras
- Los Hechos de la Vida
- Los intocables
- Los invasores
- Los Locos Addams
- Los marginados
- Los misterios del padre Dowling
- Los Tres Chiflados
- Los vengadores
- Lou Grant
- Magnum P.I.
- Mannix
- Matlock
- McGyver
- Mi bella genio
- Misión Imposible
- Mister Ed
- Mork & Mindy
- Nam, primer pelotón
- Paralelo 60: La última frontera
- Patrulla Juvenil
- Perdidos en el espacio
- Petrocelli
- Red Dwarf
- RoboCop: La Serie
- Rosie
- Tabitha
- Tarzán (1966)
- Tequila y Bonetti
- Thunderbirds
- Turno de oficio
- Twin Peaks
- UFO
- Un mundo diferente
- Una gloria nacional
- Viaje a las estrellas (Original, Next Generation, Deep Space Nine & Voyager)
- Vida en familia
- Viper
- Voyagers!
- Yo soy espía
- Zafiro y Acero
- Zorro Rides Again
- Zorro's Fighting Legion

## Eslogánes
- 1993-1995: Series las 24 horas
- 1995-1998: Un canal fuera de serie
- 1998-2003: Un capítulo de tu vida